# Kommunalwahlen in Somaliland 2002
Bei den Kommunalwahlen in Somaliland am 15. Dezember 2002 wurden im seit 1991 de facto unabhängigen Somaliland (Norden von Somalia) Distrikt- und Gemeinderäte gewählt, die ihrerseits die Bürgermeister ernennen würden. Es handelte sich um die ersten demokratischen Wahlen auf dem Gebiet Somalias seit 1969. Sie dienten zugleich dazu, die künftig zugelassenen Parteien in Somaliland zu bestimmen: Gemäß der Verfassung Somalilands würden nur die drei in den Kommunalwahlen wählerstärksten Parteien für alle nachfolgenden Wahlen zugelassen.

## Teilnehmende Parteien
Nach Annahme der Verfassung im Verfassungsreferendum in Somaliland 2001 waren zunächst acht Parteien und politische Vereinigungen gegründet worden, um an den Kommunalwahlen teilzunehmen. Von diesen gingen zwei in anderen Organisationen auf, sodass insgesamt sechs Parteien zur Wahl antraten.
- UDUB: die von Präsident Mohammed Haji Ibrahim Egal gegründete Partei.
- Kulmiye: Diese Partei umfasste viele Veteranen der Rebellenorganisation SNM (die den Aufstand in Nordsomalia gegen das Regime Siad Barres geführt hatte und die Unabhängigkeitserklärung Somalilands mitinitiiert hatte) und bemühte sich insbesondere auch um Frauen als Wähler.
- UCID: Von Somaliländern geprägt, die im Exil in skandinavischen Ländern gelebt hatten, vertrat diese Partei Mitte-links-Positionen und die Errichtung eines Wohlfahrtsstaates nach westlichem Vorbild. Ihre wichtigste Basis war zunächst der Clan der Eidagalla-Isaaq in der Region Woqooyi Galbeed (Hauptstadt Hargeysa und Umgebung).
- ASAD (Alliance for Salvation and Democracy, Allianz für Erlösung und Demokratie): Umfasste vor allem Leute aus dem radikalen Flügel der SNM, geführt von Suleiman Mohammed Ahmed Gaal, und erhielt Unterstützung hauptsächlich aus dessen Clan der Habr Toljaala-Isaaq.
- Hormood (Champions for Peace and Prosperity, Kämpfer für Frieden und Prosperität): Wurde zunächst von Organisationen der Zivilgesellschaft unterstützt und machte Umar Arteh Ghalib zu ihrem Vorsitzenden, war vor allem mit dem Clan der Sa'ad Muse-Habr Awal-Isaaq verbunden und verlor an Unterstützung, nachdem sie das anfängliche Versprechen, 50 % Frauen als Kandidaten aufzustellen, nicht einlöste.
- SAHAN (Somaliländische Allianz für Islamische Demokratie): Geführt von dem ehemaligen SNM-Politiker und Innenminister Mohammed Abdi Gaboose, wurde diese Partei vorwiegend von dessen Habr-Yunis-Isaaq-Clan unterstützt. Sie betonte die Bedeutung des Islam, indem sie den Koran in ihrem Logo abbildete.

Von diesen Parteien würden laut Verfassung drei dauerhaft zugelassen werden. Um die dauerhafte Zulassung zu erreichen, musste eine Partei in mindestens vier der sechs Verwaltungsregionen 20 % Stimmenanteil erreichen. Sollten weniger als drei Parteien diese Hürde überschreiten, würden diejenigen mit dem höchsten Anteil die Zulassung erhalten. Diese Beschränkungen sollten verhindern, dass Parteien entstehen, die ausschließlich einen bestimmten Clan oder eine Region vertreten. Ausdrücklich verboten war die Gründung von Parteien auf Basis von Clanzugehörigkeit, Regionalismus oder Religion.

## Durchführung der Wahlen

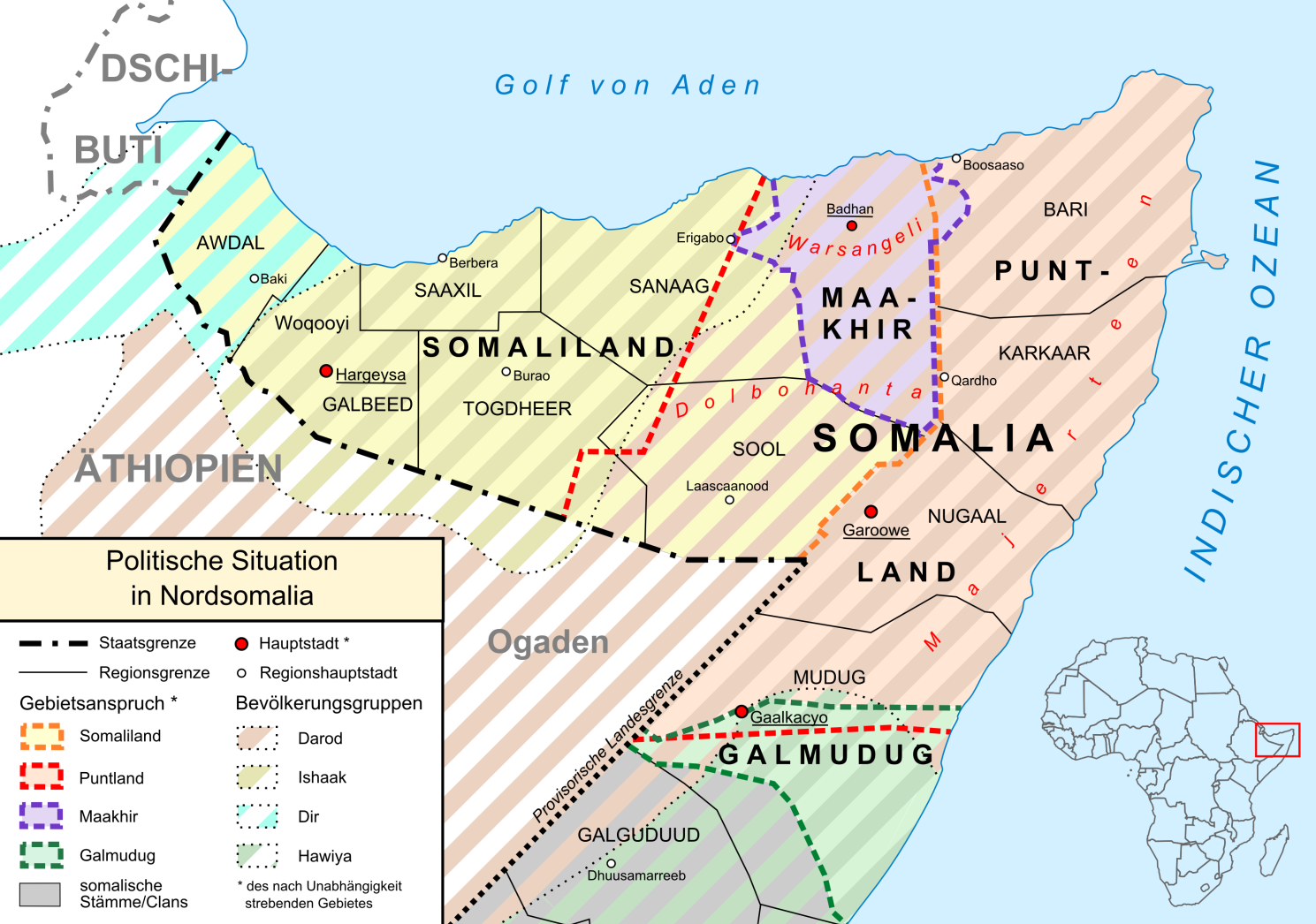
Karte von Somaliland und Umgebung mit Clans, Verwaltungsregionen und Gebietsansprüchen

Die Durchführung der Kommunalwahlen entsprach sowohl innenpolitischen Demokratisierungsforderungen als auch dem Bestreben, durch einen erfolgreichen Übergang zur Demokratie die Chancen Somalilands auf eine internationale Anerkennung zu erhöhen.
Verantwortlich für die Durchführung war die National Electoral Commission (NEC) aus sieben Mitgliedern, die von den Parteien, dem Präsidenten und dem Ältestenrat (Oberhaus des Parlaments) bestimmt wurden. Internationale Geber (verschiedene europäische Länder über die Europäische Kommission und die US-amerikanische Organisation International Republican Institute) trugen insofern zu den Wahlen bei, als sie Ausbildungsprogramme für Wahlhelfer und Parteien finanzierten, mehrheitlich wurde die Wahl jedoch von Somaliland finanziert.
Als Problem erwies sich, dass sowohl die Parteien als auch die Wahlkommission, die Medien und die Öffentlichkeit kaum Erfahrung im Umgang mit einer demokratischen Wahl hatten, da es eine solche in dem Gebiet seit 1969 nicht mehr gegeben hatte. Zudem waren viele Wahlberechtigte Analphabeten. Als weitere Probleme stellten sich die Wählerregistrierung und die unklaren Distrikteinteilungen heraus. Seit 1991 hatte die Regierung neben einer neuen Region (Saaxil oder Sahil) 20 neue Distrikte geschaffen, von denen etliche nicht vom Parlament genehmigt waren und deren Grenzen meist noch nicht festgelegt waren.
Das Regionen- und Distriktgesetz von 2002 formalisierte die Verwaltungsgliederung Somalilands mit sechs Regionen und 23 Distrikten der Grade A, B und C, in denen Kommunalwahlen stattfinden würden. Für die 18 neuen Distrikte des Grades D, deren Grenzen noch nicht festgelegt waren, wurden keine Kommunalwahlen abgehalten.
In den östlichen Grenzregionen Sool und Sanaag, die zwischen Somaliland und Puntland umstritten sind (vgl. Grenzstreit zwischen Somaliland und Puntland), drohten zu Puntland loyale Kräfte, die Durchführung der Wahlen zu verhindern. Bei einem Besuch in Sools Hauptstadt Las Anod zehn Tage vor den Wahlen wurde Präsident Dahir Riyale Kahin angegriffen. Die NEC entschied daraufhin, in vier Distrikten von Sool und Sanaag die Wahl auf unbestimmte Zeit zu verschieben. Somit fanden die Kommunalwahlen in 19 von 23 Distrikten statt.
Es gab Vorwürfe, wonach vor allem die UDUB als bereits faktische „Regierungspartei“ übergroßen Einfluss ausgeübt habe. Internationale Wahlbeobachter bewerteten die Wahl dennoch insgesamt als gewaltlos, frei und fair.

## Ergebnisse
|          | UDUB    | Kulmiye | UCID    | SAHAN   | HORMOD  | ASAD    | Anzahl Stimmen |
| -------- | ------- | ------- | ------- | ------- | ------- | ------- | -------------- |
| Awdal    | 58,65 % | 13,61 % | 7,39 %  | 4,48 %  | 7,19 %  | 8,68 %  | 100.495        |
| Hargeysa | 38,09 % | 16,05 % | 16,46 % | 7,91 %  | 15,62 % | 5,87 %  | 186.383        |
| Saaxil   | 49,58 % | 19,49 % | 10,65 % | 7,54 %  | 4,36 %  | 8,38 %  | 27.234         |
| Sanaag   | 31,22 % | 25,80 % | 6,41 %  | 21,39 % | 2,65 %  | 12,53 % | 53.096         |
| Sool     | 16,85 % | 49,03 % | 3,58 %  | 0,81 %  | 2,46 %  | 27,26 % | 6.261          |
| Togdheer | 27,52 % | 26,24 % | 7,24 %  | 22,87 % | 2,18 %  | 13,94 % | 66.598         |
| Total    | 40,76 % | 18,90 % | 11,24 % | 10,89 % | 9,21 %  | 9,00 %  | 440.067        |

Insgesamt beteiligten sich 440.067 Wähler, darunter laut Wahlbeobachtern zahlreiche Frauen.
Die Präsidentenpartei UDUB erhielt mit 40,76 % mit Abstand die meisten Stimmen und führte in allen Regionen außer in Sool. Die Kulmiye-Partei erhielt 18,9 %, die UCID 11,24 %, SAHAN 10,89 %, Hormood 9,21 % und ASAD 9 % der Stimmen. Folglich wurden UDUB, Kulmiye und UCID für zukünftige Wahlen zugelassen.
Anlass für Diskussionen bot insbesondere der Abstand zwischen der UCID und der SAHAN auf dem dritten und vierten Platz, der weniger als 1.500 Stimmen betrug. Dabei erreichte UCID in keiner Region die 20-Prozent-Hürde, während dies SAHAN in Togdheer und Sanaag gelang. Da jedoch keine der beiden Parteien den Anteil von mindestens 20 % in vier Regionen erreichte, war die reine Stimmenzahl ausschlaggebend, womit UCID als drittplatzierte Partei die Zulassung erhielt.
Kandidaten, die gewählt worden waren, deren Parteien aber die dauerhafte Zulassung nicht erreicht hatten, schlossen sich meist einer der drei erfolgreichen Parteien an. Von den Bürgermeistern, die die Distrikträte zu bestimmen hatten, gehörten die meisten der UDUB an.